# بدن در استراحت
بدن در استراحت (انگلیسی: Bodies at Rest) یک فیلم اکشن و دلهره‌آور چینی-هنگ‌کنگی محصول سال ۲۰۱۹ به کارگردانی رنی هارلین با بازی نیک چونگ، ریچی جن و یانگ زی است. این سومین فیلم چینی زبان هارلین، پس از مجرم‌یاب (۲۰۱۶) و افسانه شمشیر باستانی (۲۰۱۸) است. این فیلم اولین نمایش جهانی خود را به عنوان فیلم افتتاحیه چهل و سومین جشنواره بین‌المللی فیلم هنگ کنگ در ۱۸ مارس ۲۰۱۹ انجام داد. در ۱۶ اوت ۲۰۱۹ در چین منتشر شد. این فیلم یک موفقیت تجاری متوسط در نظر گرفته می‌شود.